# Eparchia di Omsk

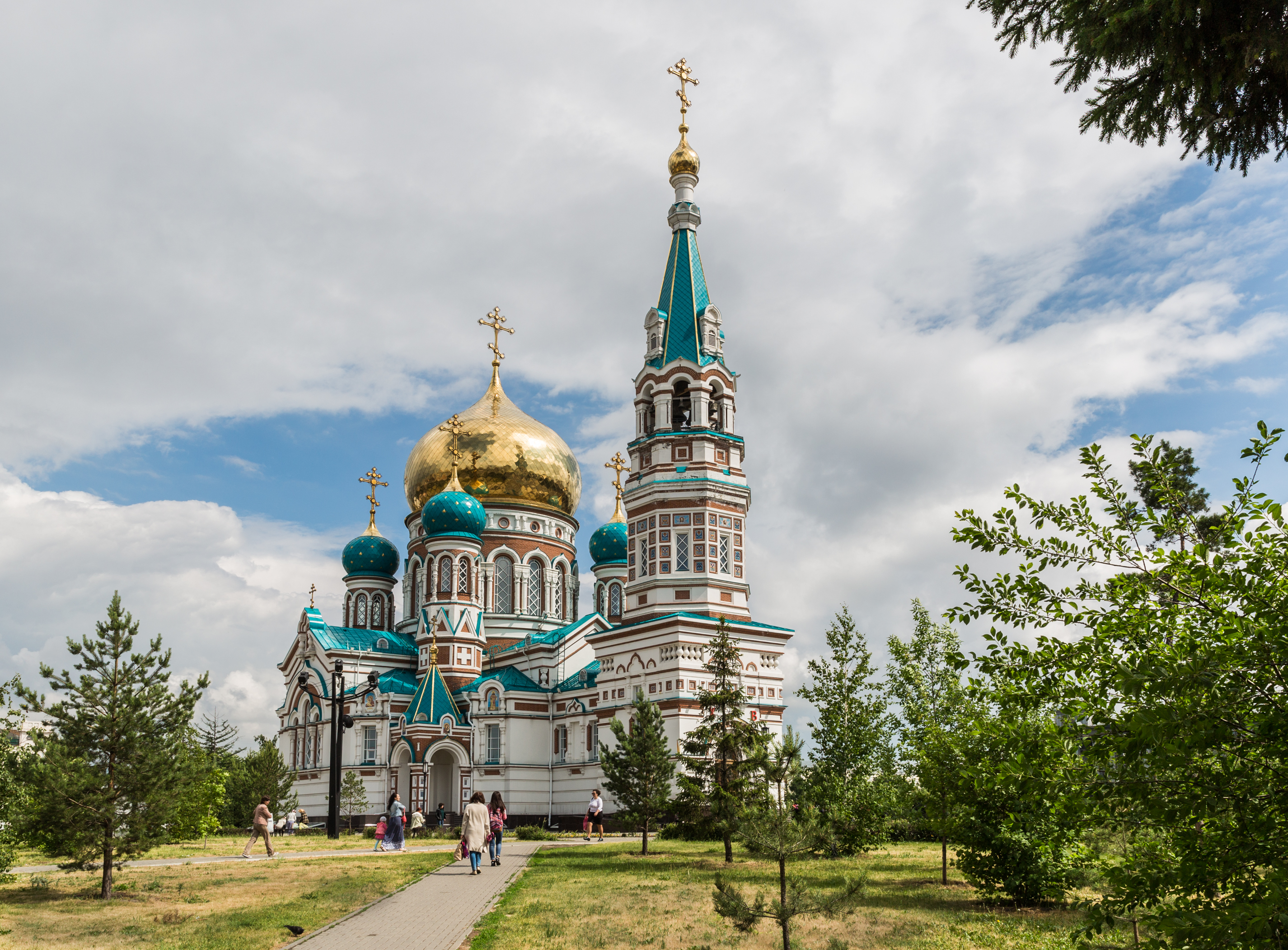
La cattedrale della Santa Assunzione a Omsk.

L'eparchia di Omsk (in russo Омская епархия?) è una diocesi della Chiesa ortodossa russa, appartenente alla metropolia di Omsk.

## Territorio
L'eparchia comprende la città di Omsk, e i rajon Azovskij, Mar'janovskij, Omskij e Tavričeskij nell'oblast' di Omsk nel circondario federale della Siberia.
Sede eparchiale è la città di Omsk, dove si trova la cattedrale della Santa Assunzione.
L'eparca ha il titolo ufficiale di «metropolita di Omsk e Priirtyshsky ».

## Storia
L'eparchia è stata eretta nel 1895 ricavandone il territorio dall'eparchia di Tobol'sk. Durante il regime sovietico tutte le sue chiese furono chiuse e l'eparchia fu di fatto soppressa. Dopo la seconda guerra mondiale, l'eparchia fu ripristinata, comprendendo anche il territorio dell'eparchia di Tobol'sk, che se ne separò nel 1990.
Per decisione del Santo Sinodo della Chiesa ortodossa russa, il 6 giugno 2012 ha ceduto porzioni del suo territorio per l'erezione delle eparchie di Isil'kul', Kalačinsk e Tara e contestualmente è entrata a far parte della metropolia di Omsk.